# 돌아온 소림사 주방장
"돌아온 소림사 주방장"은 한국에서 제작된 김정용 감독의 1982년 액션 영화이다. 정진화 등이 주연으로 출연하였고 김용덕 등이 제작에 참여하였다.

## 출연

### 주연
- 정진화
- 왕룡
- 김학준
- 신애자

## 기타
- 조명: 강광희
- 녹음: 김성찬
- 미술: 조경환